# Als Sønder Herred
En del af Als Sønder Herred hørte oprindeligt under Augustenborg Amt, men efter 1864 blev det samlet under Sønderborg Amt.
I herredet ligger følgende sogne:
- Asserballe Sogn – (Augustenborg Kommune)
- Augustenborg Sogn – (Augustenborg Kommune)
- Christians Sogn – (Sønderborg Kommune)
- Hørup Sogn – (Sydals Kommune)
- Kegnæs Sogn – (Sydals Kommune)
- Ketting Sogn – (Augustenborg Kommune)
- Lysabild Sogn – (Sydals Kommune)
- Notmark Sogn – (Augustenborg Kommune)
- Sankt Marie Sogn – (Sønderborg Kommune)
- Tandslet Sogn – (Sydals Kommune)
- Ulkebøl Sogn – (Sønderborg Kommune)

Alle ovennævnte kommuner blev samlet i Sønderborg Kommune efter kommunalreformen i 2007. 